# Zonotylus interruptus
Zonotylus interruptus är en skalbaggsart som först beskrevs av Olivier 1790.  Zonotylus interruptus ingår i släktet Zonotylus och familjen långhorningar. Inga underarter finns listade i Catalogue of Life.